# الناصفة العظيمة
الناصفة العظيمة هو مدخل محيطي كبير (ناصفة) تقع في برمودا. قد تكون بقايا مغمورة من كالديرا بركانية تعود إلى ما قبل العصر الهولوسيني. يشكك جيولوجيون آخرون في أصل قاعدة برمودا في أنها نقطة بركانية ساخنة.
تحيط بالناصفة العظيمة عدة جزر منها جزيرة برمودا الرئيسة وجزيرة سومرست وجزيرة بواز وجزيرة أيرلندا وجزيرة واتفورد.
تقع جزر عديدة داخل الناصفة العظيمة، معظمها على الجانب الجنوبي الشرقي منه، بما في ذلك جزيرة داريل وجزيرة هوكينز وجزيرة هينسون وجزييرة لونغ، وجزيرة مارشال وجزيرة واتلينغ. استولت البحرية الملكية البريطانية على معظم هذه الجزر خلال القرن التاسع عشر، واستخدمتها لأغراض بحرية متنوعة. كما استخدم الجيش العديد منها خلال حرب البوير الثانية معسكرا لأسرى الحرب (استخدم الجيش جزيرة آغار مستودعا للذخيرة).